# Eden Golan

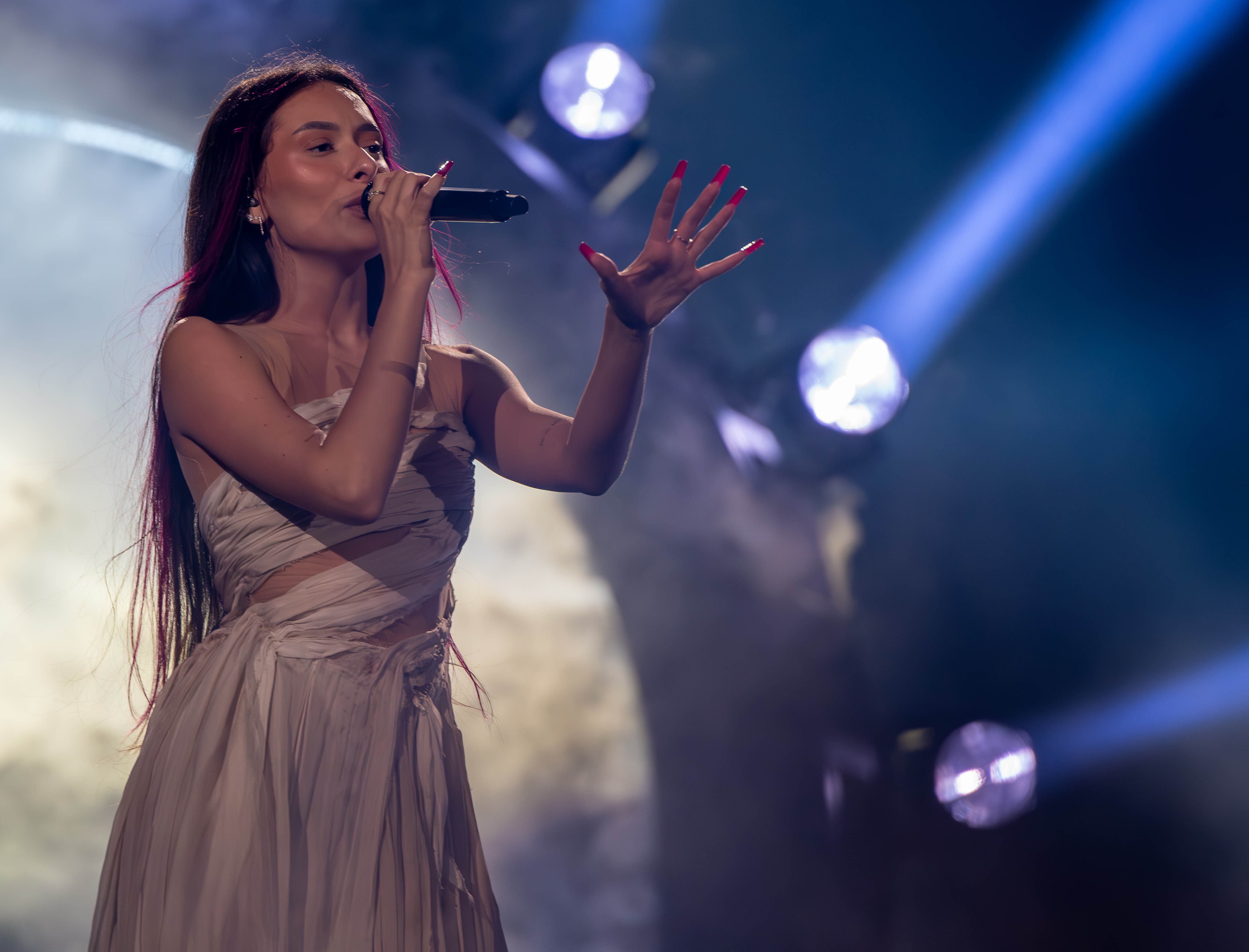
Eden Golan podczas próby generalnej finału 68. Konkursu Piosenki Eurowizji

Eden Golan (hebr. ‏עדן גולן‎, ros. Эден Голан; ur. 5 października 2003 w Kefar Sawie) –  izraelska piosenkarka. Reprezentantka Izraela w 68. Konkursie Piosenki Eurowizji (2024).

## Życiorys
Eden Golan urodziła się w Kefar Sawie w Izraelu. Jej rodzice urodzili się w ZSRR w rodzinach o pochodzeniu żydowskim; matka jest pochodzenia ukraińsko-żydowskiego, a ojciec łotewsko-żydowskiego.  Dziadek Eden, Jurij Gołan, ukończył dziennikarstwo na Moskiewskim Uniwersytecie Państwowym im. M.W. Łomonosowa a następnie pracował dla gazety „Sowiecka młodzież”. Golan ma również młodszego brata Seana.
W wieku sześciu lat wraz z rodzicami przeprowadziła się do Moskwy z powodu pracy ojca, gdzie mieszkali przez następne 12 lat.  W 2022 powrócili do Izraela z powodu inwazji Rosji na Ukrainę.

## Kariera
Zadebiutowała w 2015 ubiegając się o reprezentowanie Rosji w 13. Konkursie Piosenki Eurowizji Junior z piosenką „Szczastie”. Ostatecznie w finale preselekcji zajęła 5. miejsce. W 2016 wystąpiła na festiwalu „Nowa Fala” na Krymie w duecie z piosenkarką Niuszą
W 2018 była finalistką piątej edycji programu The Voice Kids Russia.
W 2024 wygrała izraelski program Ha-Kochaw Ha-Ba, dzięki czemu otrzymała prawo do reprezentowania Izraela w 68. Konkursie Piosenki Eurowizji. 10 marca 2024 ogłoszono, że będzie reprezentować kraj z piosenką „Hurricane”.  9 maja otrzymała awans do finału. 11 maja wystąpiła jako szósta w kolejności startowej i zajęła 5. miejsce zdobywszy 375 punktów, w tym 52 pkt od jury (12. miejsce) i 323 pkt od widzów (2. miejsce).

## Kontrowersje
W związku z udziałem Golan w 68. Konkursie Piosenki Eurowizji podczas  trwającej wojny Izraela z Hamasem, pojawiły się liczne głosy nakłaniające Europejską Unię Nadawców do wykluczenia reprezentantki Izraela z konkursu. Sam utwór, który artystka zgłaszała jako propozycję konkursową, był wielokrotnie nieakceptowany przez organizatorów, jako łamiący zasady apolityczności konkursu.
W czasie trwania samego konkursu, w Malmö w Szwecji, goszczącym 68. Konkurs Piosenki Eurowizji, wybuchły liczne protesty przeciwko dopuszczeniu do startu Izraela. Podczas samego występu półfinałowego, artystka została wybuczana przez publiczność, co zostało zagłuszone w przekazie telewizyjnym nagranymi wcześniej oklaskami.

## Dyskografia

### Single
| Rok  | Tytuł                 | Album |
| ---- | --------------------- | ----- |
| 2015 | „Szczastie”           | –     |
| 2022 | „Ghost Town”          | –     |
| 2022 | „Let Me Blow Ya Mind” | –     |
| 2023 | „Taxi”                | –     |
| 2023 | „Dopamine”            | –     |
| 2024 | „Hurricane”           | –     |
| 2024 | „Older"               | –     |
| 2025 | „Beautiful Horizon"   | –     |
| 2025 | „Wait for you"        | –     |
| 2025 | „You & I"             | –     |